# Frankofil
Frankofil je oseba, ki ni francoskega porekla, a močno občuduje francoski jezik, kulturo ali karkoli, kar je povezano s francoskim. To vključuje tudi samo Francijo, francoski jezik, francosko kuhinjo, literaturo itd. Nasprotje frankofila je frankofob - oseba, ki ne mara ničesar, kar je francosko.